# Haslach (Reiche Ebrach)
Die Haslach ist ein auf ihrem Namenslauf unter 6 km langer Bach in Franken, die zusammen mit ihrem linken Oberlaufstrang aber fast 16 km Länge erreicht. Die Haslach fließt überwiegend in der Marktgemeinde Burghaslach im mittelfränkischen Landkreis Neustadt an der Aisch-Bad Windsheim, sie mündet nach östlichem bis nordöstlichem Lauf südöstlich von Schlüsselfeld im Nachbarlandkreis Bamberg von rechts in die Reiche Ebrach.

## Name
Der Name setzt sich aus den Bestandteilen hasal/hasel für Hasel und aha für Bach zusammen. Demnach ist die Haslach ein „von Haselsträuchern gesäumter Bach“. Die hier behandelte Haslach ist nicht zu verwechseln mit einer anderen nahen Haslach, einem Nebenfluss der weiter aufwärts ebenfalls in die Reiche Ebrach mündenden Ebrach oder Geiselwinder Ebrach.

## Geographie

### Oberlauf Schwarzbach
Der Schwarzbach erstreckt sich über eine Gesamtlänge von mehr als 10 km und hat zwei Oberläufe, den Schwarzbrunnenbach und den Dürrnbucher Graben, beide im Landkreis Kitzingen entspringend. Der Schwarzbrunnenbach entspringt westlich von Haag im Naturpark Steigerwald, durchquert Haag und vereinigt sich später mit dem Dürrnbucher Graben, welcher östlich des Herpersberg entspringt und in östlicher Richtung südlich an Dürrnbuch vorbeifließt. Nach dem Zusammenfluss setzt der Schwarzbach seinen Verlauf ostwärts im Landkreis Neustadt an der Aisch - Bad Windsheim fort und durchquert verschiedene Landschaften, darunter auch ein Niedermoor. Schließlich mündet er als Freihaslacher Bach zwischen Unterrimbach und Burghaslach in die Haslach.

### Oberlauf Rimbach
Die Rimbach hat ähnlich wie der Schwarzbach zwei Oberläufe. Der Appenbach entspringt nordwestlich von Appenfelden, einem Ortsteil von Geiselwind, und fließt anschließend in südlicher Richtung, um dann westlich von Oberrimbach mit dem Haselbach zu einem vereinten Flusslauf zu werden. Der Appenbach, mit einer Länge von 5 km, ist der längere der beiden Oberläufe. Der Haselbach, der mehrere Quellarme hat, entspringt in einer Waldgemarkung von Oberscheinfeld und fließt in östliche Richtung, wo er sich mit dem Appenbach vereint, wodurch die Rimbach entsteht. Nach diesem Zusammenfluss verläuft die Rimbach in östlicher Richtung und durchquert die Orte Oberrimbach, Kirchrimbach und Unterrimbach, bevor sie schließlich mit dem Freihaslacher Bach in die Haslach mündet.

### Verlauf
Die Haslach entsteht auf etwa 300 m ü. NHN zwischen den Orten Unterrimbach und Burghaslach aus dem Zusammenfluss zweier wasserreicher Gewässer, des rechten Rimbachs und des linken Schwarzbach. Die Haslach fließt anfangs ostwärts und bald durch den angestauten Schopfensee. Gleich anschließend erreicht die Haslach ihren Hauptort Burghaslach, wo sie am Marktplatz die aus dem 19. Jahrhundert stammende und denkmalgeschützte Haslachbrücke unterläuft (Denkmal D-5-75-116-19). Nahezu zeitgleich erreicht das Gewässer das Schloss Burghaslach. Daraufhin passiert der weiterhin in Richtung osten fließende Bach nördlich zwei kleinere Fischweiher. Danach unterläuft die Haslach die Würzburger Straße. Anschließend nimmt sie den Zufluss Buchbach von rechts auf und erreicht das Sportgelände des TSV Burghaslach. Dann zieht sie am zugehörigen Niederndorf am rechten Ufer vorbei, wo sie sich auf nordöstlichen Lauf wendet. Zuletzt wechselt sie über in den Landkreis Bamberg und mündet dann etwas unterhalb des Schlüsselfelder Dorfes Attelsdorf auf einer Höhe von 287 m ü. NHN von rechts in die Reiche Ebrach. Ihr Lauf endet nach einem Weg von 5,6 km Länge 13 Höhenmeter unterhalb des Zusammenflusses ihrer Oberläufe, er hat somit ein mittleres Sohlgefälle von 2,6 ‰. Auf dem längsten Gewässerstrang Schwarzbrunnenbach → Schwarzbach → Freihaslacher Bach → Haslach ist sie dagegen 15,8 km lang.

### Einzugsgebiet
Das Einzugsgebiet der Haslach erstreckt sich über eine Fläche von etwa 55 km² und liegt ausschließlich im Steigerwald. Es entwässert über die Reiche Ebrach, die Regnitz, den Main und schließlich den Rhein zur Nordsee.
Es grenzt an die Einzugsgebiete folgender Nachbargewässer:
- Im Nordosten liegt das Einzugsgebiet der Reichen Ebrach, die in die Regnitz mündet.
- Im Nordwesten grenzt die Haslach an das Einzugsgebiet der Ebrach, einem Zufluss des Regnitz.
- Im Südwesten liegt das Einzugsgebiet der Scheine.
- Im Südosten liegt das Einzugsgebiet der Kleinen Weisach, die in die Aisch mündet.

Das Einzugsgebiet ist überwiegend landwirtschaftlich geprägt.

### Zuflüsse
Tabelle von direkten Zuflüsse. Angegeben ist die Länge des jeweiligen Zuflusses sowie sein Mündungsort und seine Mündungshöhe. Andere Quellen für die Angaben sind vermerkt. Die ersten zwei Werte wurden in der Regel abgemessen.
| Name          | Lage             | Länge [in km] | Mündungs- ort                        | Mündungs- höhe [m. ü. ŇHN] |
| ------------- | ---------------- | ------------- | ------------------------------------ | -------------------------- |
| Rimbach       | rechter Oberlauf | ca. 08,90     | westlich von Burghaslach             | 300                        |
| Schwarzbach   | linker Oberlauf  | ca. 10,70     | westlich von Burghaslach             | 300                        |
| Buchbach      | rechter Zufluss  | ca. 05,60     | bei Burghaslach                      | 294                        |
| Galgengraben  | rechter Zufluss  | ca. 01,98     | zwischen Burghaslach und Niederndorf | 294                        |
| Niederngraben | rechter Zufluss  | ca. 01,56     | bei Niederndorf                      | 294                        |
| Schafgraben   | linker Zufluss   | ca. 02,45     | nördlich von Niederndorf             | 292                        |

### Staudamm
Zum Schutz vor extremen Hochwasserereignissen in Burghaslach wurde ein Staudamm an der Haslach errichtet. Dieses Projekt beruht auf der Annahme, dass Hochwasserereignisse, die nur alle 100 Jahre auftreten, bewältigt werden müssen. Das Ziel ist, einen maximalen Abfluss von 15 m³/s durch die Haslach in Burghaslach zu ermöglichen, um Schäden zu verhindern. Sowohl die Abflussmenge als auch der zeitliche Verlauf des Hochwassers sind von Bedeutung. Ab 16 m³/s verursacht die Haslach bereits Schäden durch Hochwasser. Besonders problematisch ist, dass die Einzugsgebiete von Rimbach und Schwarzbach, die sich zur Haslach vereinigen, annähernd gleich groß sind.

### Ortschaften an der Haslach
- Burghaslach
- Niederndorf

## Fauna
Die Haslach ist wegen ihrer geringen Fließgeschwindigkeit und des Schopfensees am Lauf sehr fischreich. In ihr leben unter anderen Zander, Hechte, Weißfische und Schleien.